# Berit Lagerheim
Berit Kristina Lagerheim-Cronestrand, född 10 september 1937 i Bromma församling, Stockholm, är en svensk barn- och ungdomspsykiater.
Lagerheim, som är dotter till ingenjör Lars Lagerheim och försäkringstjänsteman Dagmar Wiman, avlade studentexamen i Bromma 1955, blev medicine kandidat vid Karolinska Institutet i Stockholm 1957 och medicine licentiat där 1964. Hon var tillförordnad underläkare på anestesiavdelningen på Danderyds sjukhus 1963–1966 och blev underläkare på barnpsykiatriska kliniken där 1966. Hon var konsulterande läkare på Mellansjö skolhem i Täby köping 1966–1969. Hon blev sedermera överläkare i neuropsykiatri på Astrid Lindgrens barnsjukhus i Stockholm. Hon har skrivit Att utvecklas med handikapp: Möjligheter och begränsningar hos barnet, familjen och omgivningen (1988, flera upplagor).